# Stefan Johannesson

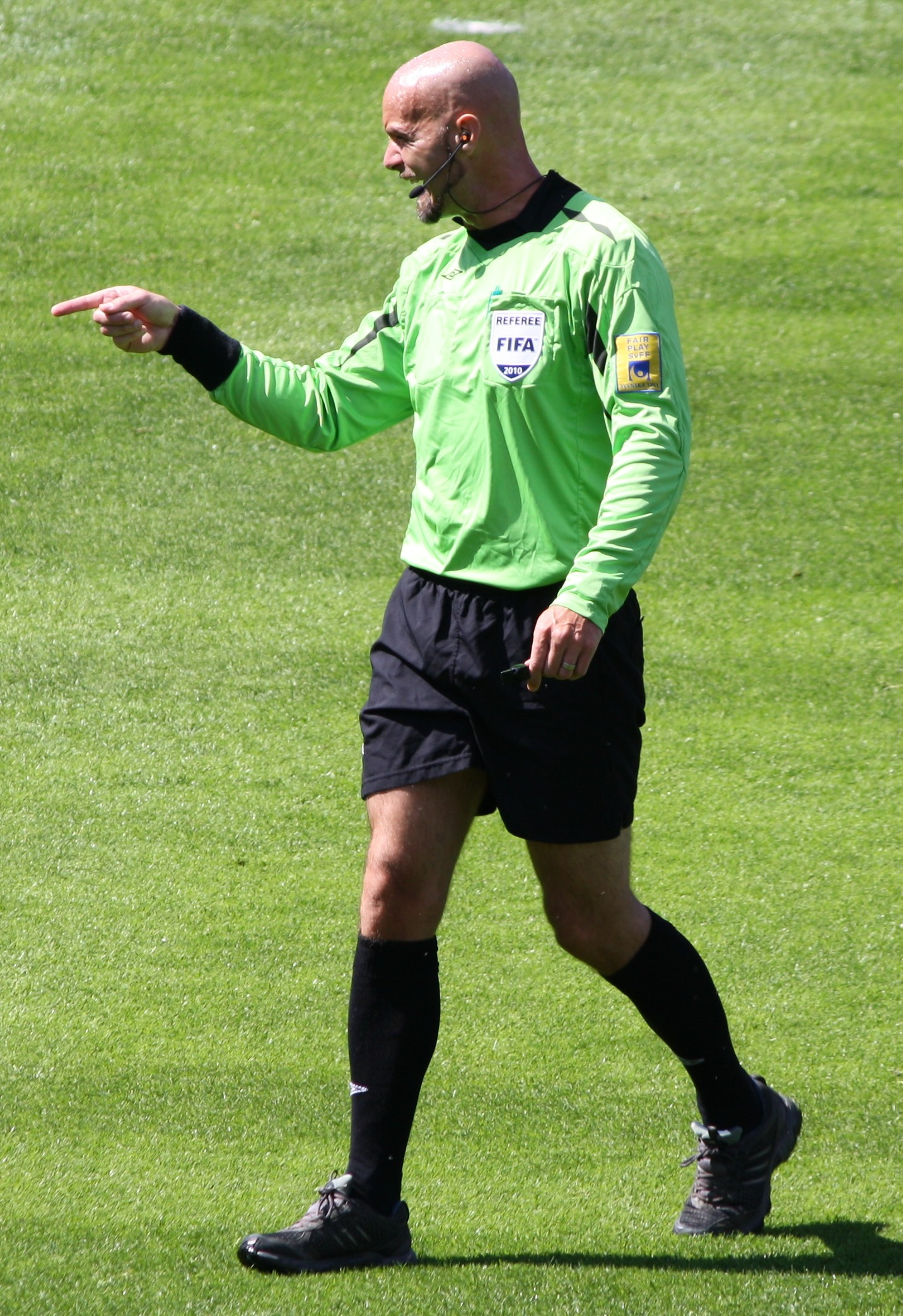

Kennet Stefan Johannesson, född 22 november 1971 i Stockholm, är en svensk fotbollsdomare. Han har dömt 341 matcher i Allsvenskan och därmed flest dömda matcher i Allsvenskan någonsin. Han har också dömt 79 internationella matcher och är FIFA-domare sedan 2003.
Johannesson är uppvuxen i Habo kommun där han som ungdom var framgångsrik inom både längdåkning och friidrott. Som främsta gren anges höjdhopp med ett personbästa på 1,90 m.
Han är bosatt i Stocksund i Danderyds kommun.